# Руська Велязьма
Ру́ська Веля́зьма (рос. Русская Велязьма, ерз. Рузонь Велязьма) — присілок у складі Атюр'євського району Мордовії, Росія. Входить до складу Атюр'євського сільського поселення.
Населення — 287 осіб (2010; 299 у 2002).
Національний склад станом на 2002 рік:
- мордва — 84 %